# 1074 Beljawskya
1074 Beljawskya eller 1925 BE är en asteroid i huvudbältet, som upptäcktes 26 januari 1925 av den sovjetiske astronomen Sergej Beljavskij vid Simeiz-observatoriet på Krim. Den har fått sitt namn efter sin upptäckare.
Asteroiden har en diameter på ungefär 50 kilometer och den tillhör asteroidgruppen Themis.